# Christophe Riblon
Christophe Riblon (Tremblay, 17 januari 1981) is een Frans voormalig weg- en baanwielrenner die in 2017 zijn carrière afsloot bij AG2R La Mondiale. Riblon was professional sinds 2005 en is AG2R steeds trouw gebleven. 

## Carrière
Christophe Riblon werd beroepsrenner in 2005 bij toen nog Ag2r Prévoyance. Hij won tweemaal een etappe in de Ronde van Frankrijk, beide keren met aankomst bergop. In 2010 kwam hij tijdens de veertiende etappe als eerste boven op Ax-3 Domaines, in 2013 won hij de achttiende etappe met aankomst op de Alpe d'Huez. Riblon was Frans kampioen bij de beloften, maar bij de profs bleef de grote doorbraak uit.

## Belangrijkste overwinningen
2003
Eindklassement Ronde van de Haut-Anjou
2004
 Frans kampioen op de weg, Elite zonder contract
2005
3e etappe Ronde van Castilië en León (ploegentijdrit)
2006
4e etappe Omloop van Lotharingen
2007
Ronde van de Somme
2009
3e etappe Route du Sud
2010
Boucles du Sud Ardèche
14e etappe Ronde van Frankrijk
2013
18e etappe Ronde van Frankrijk
 Prijs van de strijdlust Ronde van Frankrijk
2e etappe Ronde van Polen

## Resultaten in voornaamste wedstrijden
| Jaar | Ronde van Italië | Ronde van Frankrijk | Ronde van Spanje |
| ---- | ---------------- | ------------------- | ---------------- |
| 2005 |                  |                     |                  |
| 2006 |                  |                     |                  |
| 2007 | 82e              |                     |                  |
| 2008 |                  | 136e                |                  |
| 2009 |                  | 80e                 | 46e              |
| 2010 |                  | 27e (1)             | 130e             |
| 2011 | opgave           | 50e                 |                  |
| 2012 |                  | 73e                 | 162e             |
| 2013 |                  | 37e (1)             |                  |
| 2014 |                  | 120e                |                  |
| 2015 |                  | 68e                 |                  |
| 2016 |                  |                     | 153e             |

| Jaar | Milaan-San Remo | Ronde van Vlaanderen | Parijs-Roubaix | Amstel Gold Race | Luik-Bast.‑Luik | Ronde van Lombardije | Grote Prijs van Quebec | Waalse Pijl | Clásica San Sebastián |  | WK op de weg |  | Wereldranglijsten |
| ---- | --------------- | -------------------- | -------------- | ---------------- | --------------- | -------------------- | ---------------------- | ----------- | --------------------- |  | ------------ |  | ----------------- |
| 2005 |                 |                      | opgave         |                  |                 |                      |                        |             |                       |  |              |  |                   |
| 2006 |                 |                      | opgave         |                  |                 | 71e                  |                        |             |                       |  |              |  |                   |
| 2007 |                 | opgave               | opgave         |                  |                 | 41e                  |                        |             |                       |  |              |  |                   |
| 2008 |                 |                      |                |                  |                 |                      |                        |             |                       |  |              |  |                   |
| 2009 |                 |                      |                |                  | opgave          | opgave               |                        |             | 7e                    |  | 61e          |  | 146e (UWK)        |
| 2010 |                 |                      |                |                  | opgave          | opgave               |                        | 77e         |                       |  |              |  | 88e (UWK)         |
| 2011 |                 |                      |                | opgave           | opgave          |                      |                        | opgave      |                       |  |              |  | 127e (UWT)        |
| 2012 | 56e             |                      |                | 128e             | opgave          |                      |                        | opgave      |                       |  |              |  | 153e (UWT)        |
| 2013 |                 |                      |                |                  |                 |                      | 11e                    |             |                       |  | opgave       |  | 49e (UWT)         |
| 2014 |                 |                      |                | 54e              | 76e             |                      | 64e                    | opgave      |                       |  |              |  | 79e (UWT)         |
| 2015 | opgave          |                      |                | opgave           |                 |                      |                        |             |                       |  |              |  | 104e (UWT)        |
| 2016 | 87e             |                      |                | opgave           |                 |                      |                        | opgave      |                       |  |              |  |                   |

## Ploegen
- 2004 –  AG2R Prévoyance (stagiair vanaf 1-9)
- 2005 –  AG2R Prévoyance
- 2006 –  AG2R Prévoyance
- 2007 –  AG2R Prévoyance
- 2008 –  AG2R La Mondiale
- 2009 –  AG2R La Mondiale
- 2010 –  AG2R La Mondiale
- 2011 –  AG2R La Mondiale
- 2012 –  AG2R La Mondiale
- 2013 –  AG2R La Mondiale
- 2014 –  AG2R La Mondiale
- 2015 –  AG2R La Mondiale
- 2016 –  AG2R La Mondiale
- 2017 –  AG2R La Mondiale